# Orphnephilina longicauda
Orphnephilina longicauda är en tvåvingeart som först beskrevs av Vaillant 1970.  Orphnephilina longicauda ingår i släktet Orphnephilina och familjen mätarmyggor. Inga underarter finns listade i Catalogue of Life.